# Eiserbude
Koordinaten: 52° 49′ 7,1″ N, 13° 36′ 0,3″ O
Eiserbude ist ein Wohnplatz der Stadt Biesenthal im Landkreis Barnim (Brandenburg). Das ursprüngliche Forsthaus wurde 1822 gebaut, allerdings bereits 1872/73 abgerissen und neu errichtet. Heute ist hier die Revierförsterei Finowtal der Landeswaldoberförsterei Chorin untergebracht.

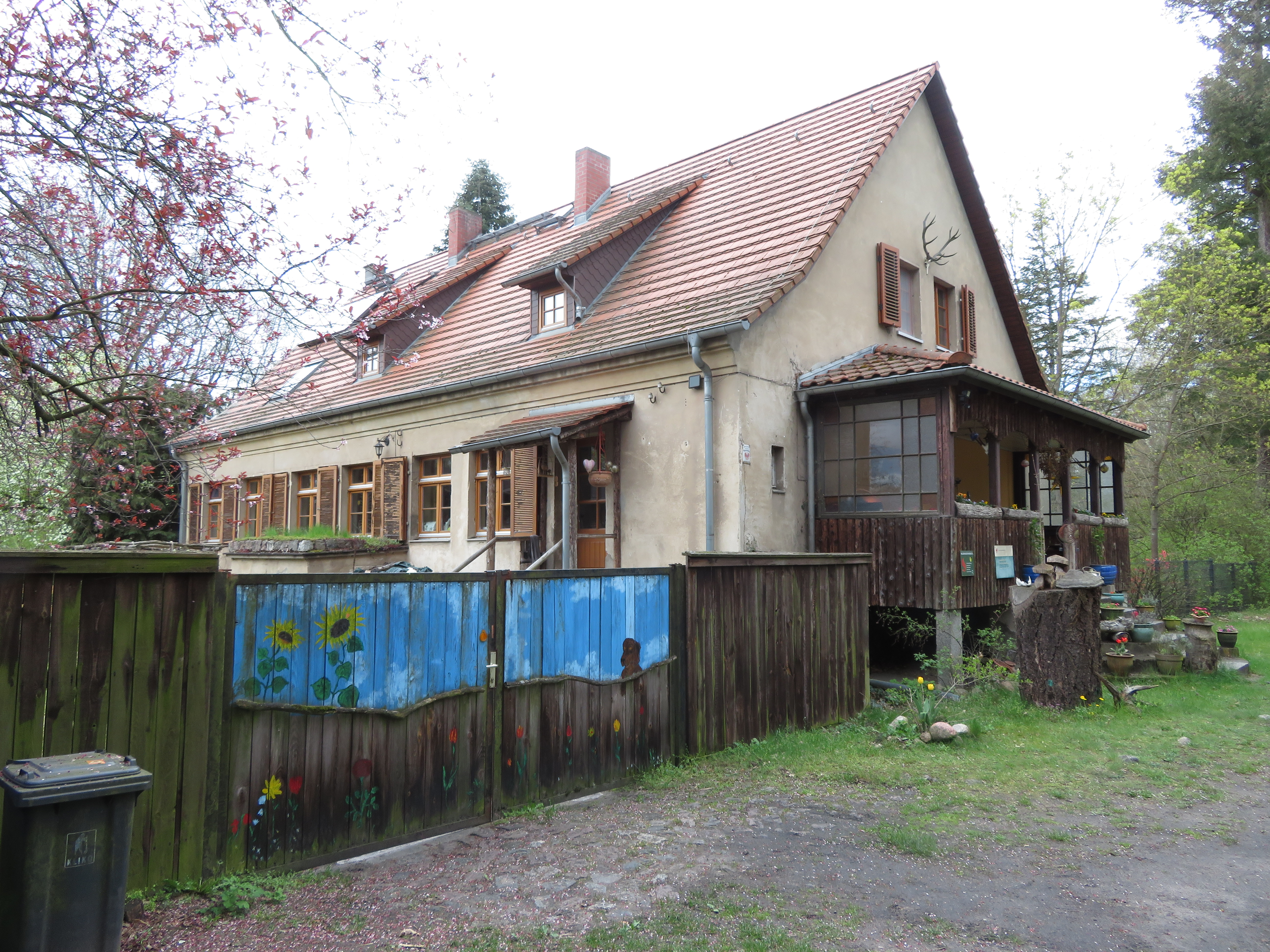
Forsthaus Eiserbude Südostseite

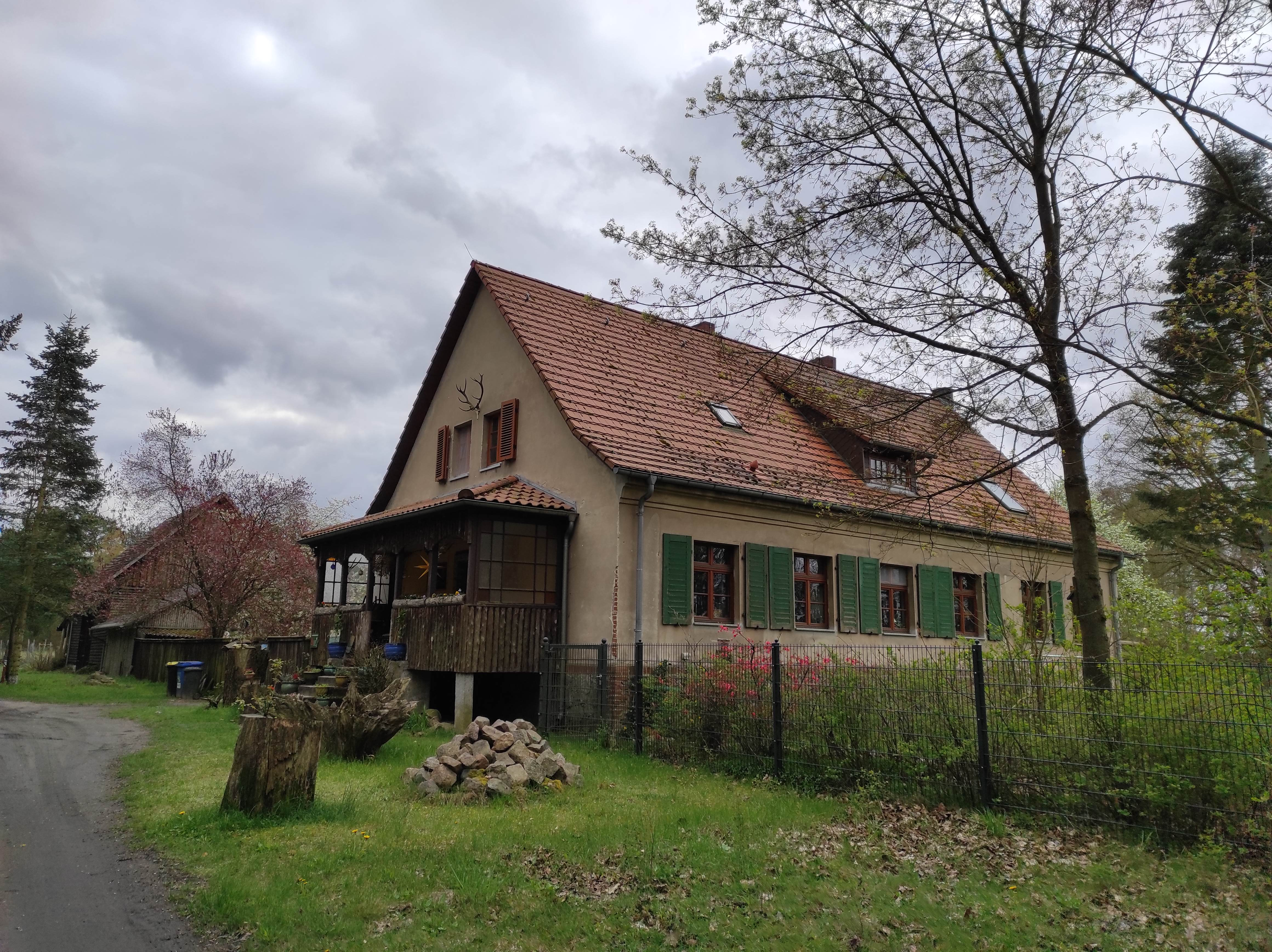
Forsthaus Eiserbude Nordostseite

## Lage
Der Wohnplatz Eiserbude liegt 1,4 km nordöstlich von Sophienstädt. Biesenthal liegt 6,4 km südöstlich. Die Siedlung ist über den Eiserbuder Waldweg von Sophienstädt aus, oder von einem Abzweig (nicht asphaltierter, befestigter Fahrweg) von der L 294 südlich von Sophienstädt zu erreichen. Der Wohnplatz liegt nur 150 bis 200 Meter östlich des Ostufers des Eiserbudersees. Nur 600 Meter südöstlich liegt der Bukowsee. Der Ort liegt auf 35 m ü. NHN.
Der Wohnplatz ist völlig umgeben vom Naturschutzgebiet Finowtal-Pregnitzfließ; die nähere Umgebung des Forsthauses ist jedoch ausgespart und gehört nicht zum Naturschutzgebiet.

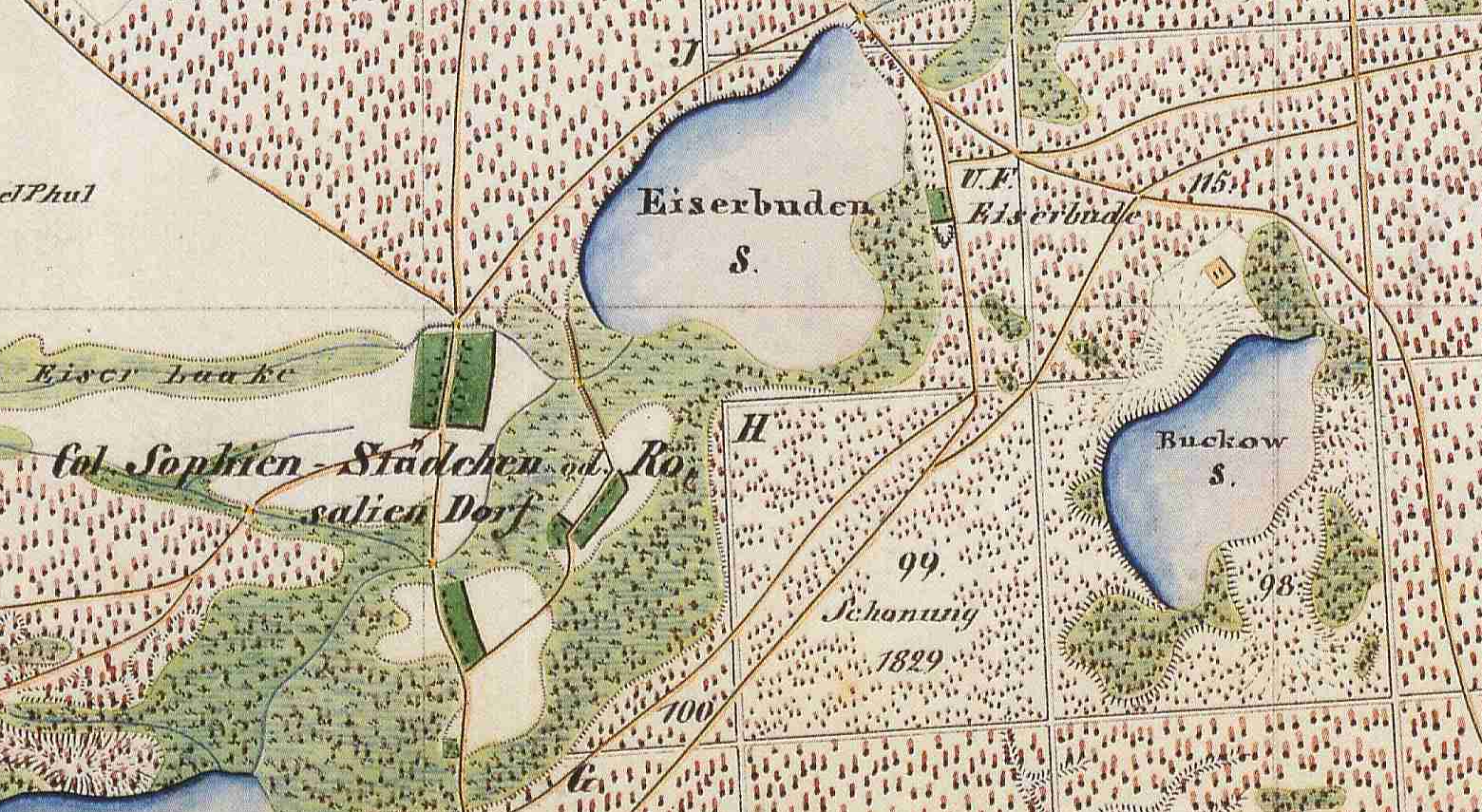
Forsthaus Eiserbude auf dem Urmesstischblatt 3147 Zerpenschleuse von 1840.

## Geschichte
Die erste Nennung der Iserbude (hier ist der See gemeint) datiert von 1571. Das Areal gehörte schon um 1595 nachweislich zum Amt Biesenthal; das Amt hatte die Fischereigerechtigkeit im Eiserbudersee. 1577 hatte Kurfürst Johann Georg einen Teil des Zubehörs zum Schloss Biesenthal von den von Arnim gekauft und daraus das Amt Biesenthal gebildet. Der See dürfte damit seit 1577 im Besitz des Amtes Biesenthal gewesen sein. 1715 existierte am nicht weit entfernten Bukowsee eine Teerschwelerei (Bukowscher Teerofen). Der Teerschweler hatte einige Wiesen am Eiserbudersee, für die er Zins an das Amt Biesenthal bezahlen musste. Wo genau diese Wiesen lagen, ist nicht bekannt.
1822 wurde östlich des Sees etwa 150 bis 200 Meter von dessen östlichem Ufer entfernt ein Forsthaus angelegt, das ursprünglich Unterförsterei Eiserbude genannt wurde. 1840 stand hier ein Wohngebäude, das sechs Einwohner hatte. Das Urmesstischblatt 3147 Zerpenschleuse von 1840 verzeichnet die Siedlung als U.F. Eiserbude.
1858 bestand die Kleinsiedlung aus einem Wohnhaus und zwei Wirtschaftsgebäuden. Sieben Personen wohnten im Wohnhaus. Kommunalrechtlich gehörte die Försterei Eiserbude nun zum Gutsbezirk Forstrevier Biesenthal. 1871 hatte das Forsthaus sieben Bewohner.
Das heutige Gebäude aus Ziegel mit Feldsteinfundamenten wurde 1872/73 neu errichtet. Es kostete damals 10.870 Mark. Die bebaute Grundfläche beträgt 126 m². Die Fundamente sind aus Feldsteinen, die Mauern aus Ziegeln. Das Dach ist ein Kronendach mit zwei Biberschwanzziegeln pro Latte, die zur Hälfte gegeneinander versetzt sind. 1885 hatte die Kleinsiedlung sieben Einwohner, 1895 fünf Bewohner.
1929 gehörte zur Forstdienststelle Eiserbude Wirtschaftsland bestehend aus 0,738 ha Garten, 4,4750 ha Acker und 6,7000 ha Wiese.

## Kommunalrechtliche Zugehörigkeit
Das Areal, auf dem das Forsthaus Eiserbude errichtet wurde, gehörte ursprünglich zum Amtsgebiet des Amtes Biesenthal (wie auch der benachbarte Bukowsche Teerofen). 1839 wurde das Amt Biesenthal aufgelöst und das Forsthaus wurde nun dem Amt Liebenwalde unterstellt. Mit Einrichtung der Gutsbezirke ab 1850 wurden nun Forsthaus und Schutzbezirk Eiserbude dem Gutsbezirk Biesenthal Forst (Anteil des Kreises Niederbarnim) unterstellt. Der restliche Teil des Biesenthal Forst (einschließlich der Stadt Biesenthal) gehörte zum Kreis Oberbarnim. Mit Gründung der Amtsbezirke wurde der Gutsbezirk Biesenthal Forst (Anteil des Kreises Niederbarnim) dem Amtsbezirk Nr. 44 Grafenbrück des Kreises Niederbarnim zugeordnet. 1929 wurde der Gutsbezirk Biesenthal Forst (Anteil des Kreises Niederbarnim) aufgelöst und in Teilen nach Marienwerder und Sophienstädt eingemeindet. Aus einem Rest wurde der Gutsbezirk Barnimer Heide, Anteil Kreis Niederbarnim gebildet. Das Forsthaus Eiserbude wurde als Exklave in die damals noch selbständige Gemeinde Sophienstädt eingemeindet, und war 1932 und 1957 ein Wohnplatz von Sophienstädt. 2001 wurde die Exklave Eiserbude von der Gemeinde Sophienstädt abgetrennt und der Gemeinde Biesenthal zugeordnet.
Erst 1950 wurde Biesenthal dem Kreis Niederbarnim zugeordnet. In der Kreis- und Bezirksreform von 1952 kam Biesenthal zum neugebildeten Kreis Bernau im neu gebildeten Bezirk Frankfurt (Oder). Nach der Wende und Begründung des Landes Brandenburg 1990 ging der Kreis Bernau in der Kreisreform von 1993 im neuen Landkreis Barnim des Landes Brandenburg auf.

## Stellung der Försterei Eiserbude in der Hierarchie der Forstverwaltung
In der Hierarchie der Forstverwaltung gehörte die Unterförsterei Eiserbude bei ihrer Gründung zunächst zum Forstrevier Biesenthal im Forstbezirk Neustadt-Eberswalde. 1850 wurde aus der Unterförsterei Eiserbude die Försterei Eiserbude und das Forstrevier Biesenthal wurde nun Oberförsterei Biesenthal genannt. Das Forsthaus Eiserbude blieb der Oberförsterei Biesenthal untergeordnet. 1933 wurde die Oberförsterei Biesenthal in Oberförsterei Finowtal umbenannt, ab 1934 hieß die Institution Forstamt Finowtal. Im Hauptgebäude des Wohnplatzes Eiserbude ist heute die Landeswald-Revierförsterei Finowtal des Landesbetriebes Forst Brandenburg angesiedelt. Die Revierförsterei ist der Landeswaldoberförsterei Chorin unterstellt.

### Anmerkung
1. ↑  Die Angabe im Historischen Ortslexikon, dass die Försterei Eiserbude einer Oberförsterei Grafenbrück unterstellt war, ist nicht ganz korrekt. Der Name der Oberförsterei lautete Oberförsterei Biesenthal, Sitz der Oberförsterei war aber das Forsthaus Grafenbrück.

## Liste der Förster (unvollständig)
- (1834) Förster Hilgenberg[17]
- 1839 bis (1871) Förster Johann Friedrich Wilhelm Grandke (* 1. Mai 1796 in Schönow bei Bernau),[18][14] er erhielt 1865 das Allgemeine Ehrenzeichen,[19] er erhielt 1868 den Titel Königlicher Hegemeister[20][21]
- ab 1. Januar 1871 bis 30. April 1878 Förster Robert Grandtke/Grandke (* 10. März 1829 in Marienwerder), vorher in der Försterei Briese in der Oberförsterei Oranienburg,[22] wurde in die Försterei Melchow (Oberförsterei Biesenthal, ab 1881 Oberförsterei Eberswalde) versetzt[23]
- ab 1. Mai 1878 bis 30. Juni 1885 Förster Hartmann Schulz (* 27. Juni 1844 in Metzelthin), Jäger und Forstaufseher in der Oberförsterei Glambeck, wurde gleichzeitig zum Königlichen Förster ernannt[23] wurde in die Försterei Zerpenschleuse in der Oberförsterei Liebenwalde versetzt[24] zuletzt Hegemeister
- ab 1. Juli 1885 bis 30. September 1889 Förster Alfons Nitschke (* 31. Mai 1855 in Baruth/Mark, Kr. Jüterbog-Luckenwalde), bisher Feldwebel, wurde gleichzeitig zum Königlicher Förster ernannt[25] wurde in die Försterei Melchow (Oberförsterei Eberswalde) versetzt[26] wurde später dann in die Försterei Caselow (Oberförsterei Gramzow) versetzt
- ab 1. Oktober 1889 bis 30. Juni 1902 Förster Albert Schulz (* 9. April 1854 in Cammer, Krs. Zauch-Belzig), war vorher Reserveunteroffizier und Forstaufseher in Teufelssee, wurde mit Amtsantritt zum Förster befördert[26] sollte 1893 in die Försterei Schmöckwitz in der Oberförsterei Köpenick versetzt werden, Versetzung kam aber nicht zustande,[27] wurde 1902 in die Försterei Krampnitz (Oberförsterei Potsdam) versetzt[28][29] Ruhestand 1919
- ab 1. Juli 1902 bis 1929 (Ruhestand) Förster Paul Schulze (* 25. März 1865 in Nahmitz bei Lehnin), Diensteintritt: 1. Juli 1902[30][28] zuletzt Hegemeister in der Oberförsterei Biesenthal
- ab 1. Oktober 1929 Förster Otto Brandt (* 15. Mai 1891 in Chorin, Kr. Angermünde)[31][7][15]
- (2023) Ingo Helbig, Revierleiter[16]